# Русская классика ВХЛ 2014
Русская классика 2014 — матч регулярного чемпионата ВХЛ под открытым небом, который состоялся 19 января 2014 года между командами Челмет и Лада. Матч проходил в Челябинске на главном стадионе города - Центральном.
Сначала предполагалось, что рекорд посещаемости матчей ВХЛ будет побит (он был установлен на Русской классике 2012 в Красноярске - 16 100 зрителей), но этого не произошло — на матч пришло 9 200 человек. Причиной этому был сильный мороз (-20).
Игра закончилась победой «Лады» со счетом 5:2.

## Ход матча

### Трансляции матча
Эта Русская классика была показана на общедоступном телеканале Россия 2, а также ещё текстовая трансляция была проведена в матч-центре сайта ВХЛ.

### Условия матча
Игра проходила при двадцатиградусном морозе (несмотря на то, что игра началась днем, в 13:00 (МСК 11:00)). Игроки выходили на лёд в утеплённой одежде, а под глазами рядом с носом большинство надели утепляющие пластыри. Несмотря на сильный мороз, на стадионе собралось 9200 зрителей (из 15000 возможных), а процент заполняемости стадиона на этой игре был равен 61.3% , а это для такой погоды очень большой показатель.
Лёд был очень трескучим из-за холода. Почти в каждой паузе на лёд выезжала заливающая машина, и перерывы затягивались. Из-за холодной температуры вода быстро замерзала, а потом после того, как игрок оказывал давление на лёд, последний продавливался и трескался.

### Описание игры
Начали команды играть в равный медленный хоккей. Но через 2 с половиной минуты после начала матча был удалён за подножку Денис Мошаров (Челмет), и это удаление помогло Ладе открыть счёт. На 190 секунде матча Лада разыграла комбинацию, которую ударом с синей линии замкнул Александр Угольников (0:1). Однако хозяева в долгу не остались, и через 5 минут после броска Топоркова и добивания Арефьева Олег Приданников коньком забил шайбу в ворота, что сдало причиной спора у игроков "Лады", но ни один из судей в сутолоке у ворот этого не заметил, и гол был засчитан (1:1). Были ещё в первом периоде достаточно опасные удары и удаление ладовца Раенко, но это всё ничуть не изменило счёт.
Второй период начался быстрым голом Лады в исполнении Михаила Стефановича, который получил шайбу от Черемилова и с 5 метров забил снаряд прямо в девятку (1:2). Начались атаки у "Челмета", но ни чего, кроме удаления игрока соперника Ярослава Горбаченко, хозяева особого не сделали.
Третий период опять начался в пользу "Лады", и потом на протяжении 66 секунд она забила 2 шайбы. Сначала Евгений Гасников вышел один на один вратарём и удачно обыграл его (1:3), а потом Александр Шинкарь получил передачу от Сергея Огородникова и бросил в противоход вратарю (1:4). Игроки "Челмета" поняли, что бесполезно прорываться в атаку, и перешли в оборону. Но и здесь у хозяев ничего не получилось. На 51 минуте Александр Смолин задержал клюшкой ногу соперника во время выхода последнего 1 на 1 с вратарём, за что был назначен буллит. Буллит не был реализован (Демченко оказался на месте). Для того. чтобы "разбудить" заскучавшую челябинскую публику, хозяева провели несколько атак, последняя из них завершилась удачно. Разыграв командную комбинацию, Цыбин, после многократных касаний шайбы партнёрами, закатил её в ворота (2:4). Решив развить успех, "Челмет" оставил ворота пустыми, чтобы пойти в атаку, но через 11 секунд после ухода Демченко со льда, Стефанович воспользовался потерей защитниками шайбы, и спокойно забил её в незащищённые ворота (2:5). На оставшиеся 55 секунд, на воротах хозяев остался Демченко, но это не повлияло на ход игры.
Итог: Лада выиграла 5:2

### Отчёт
| 19 января 2014 13:00 | Челмет | 2:5 (1:1, 0:1, 1:3) | Лада | Центральный, Челябинск Зрителей: 9200 |

| Отчёт                                                                 | Отчёт                                                                  | Отчёт | Отчёт             | Отчёт                                                  |
| --------------------------------------------------------------------- | ---------------------------------------------------------------------- | --- | ----------------- | ------------------------------------------------------ |
|                                                                       |                                                                        | |                   |                                                        |
|                                                                       | Василий Демченко (0:00-58:53, 59:04-59:59) пустые ворота (58:53-59:04) | Вратари | Данила Алистратов | Судьи: Алексей Зайцев Сергей Сафронов, Дмитрий Романов |
|                                                                       | Голы:                                                                  | |                   | Судьи: Алексей Зайцев Сергей Сафронов, Дмитрий Романов |
| 8:25 Приданников (Топорков, Арефьев) 57:34 Цыбин (Панасенко, Саюстов) | 0:1 1:1 1:2 1:3 1:4 2:4 2:5                                            | 3:10 Угольников (Никоноров, Мордвинов) бол. 20:41 Стефанович (Чемерилов) 44:47 Гасников 45:55 Шинкарь (Огородников) 59:04 Стефанович п.в. |                   | Судьи: Алексей Зайцев Сергей Сафронов, Дмитрий Романов |
|                                                                       |                                                                        | |                   | Судьи: Алексей Зайцев Сергей Сафронов, Дмитрий Романов |
|                                                                       |                                                                        | |                   | Судьи: Алексей Зайцев Сергей Сафронов, Дмитрий Романов |
|                                                                       |                                                                        | |                   | Судьи: Алексей Зайцев Сергей Сафронов, Дмитрий Романов |
| 4 мин                                                                 | Штраф                                                                  | 4 мин |                   | Судьи: Алексей Зайцев Сергей Сафронов, Дмитрий Романов |
|                                                                       |                                                                        | |                   |                                                        |
|                                                                       | 41                                                                     | Броски | 28                |                                                        |